# Клептомания (фильм)
«Клептомания» (англ. Kleptomania) — драма 1995 года режиссёра Дона Бойда.

## Сюжет
В фильме показаны две совершенно разные женщины: одна молода, другая существенно старше, одна — богата и живёт в роскоши, а другая бедна и бродяжничает, одна — свободна, другая — замужем. Объединяет их лишь болезнь под названием клептомания.

## В ролях
- Эми Ирвинг — Дайена Аллен
- Пэтси Кенсит — Джули
- Виктор Гарбер — Морган Аллен
- Брэтт Снэлл — Бэн
- Кристин Террелл — Джейн
- Джули Р. Ли — Фиона
- Грег Бейкер — отец Марио
- Дэна Зельцер — Дорис
- Венди Ламан — Гэбби

## Съёмочная группа
- Автор сценария: Дон Бойд, Криста Лэнг
- Режиссёр: Дон Бойд
- Оператор: Дювальд Окема